# Гібридна бібліотека
Гібридна бібліотека (англ. Hybrid library) — це термін, який бібліотекарі використовують для опису бібліотек, що містять традиційні друковані бібліотечні ресурси та зростаючу кількість електронних ресурсів.

## Огляд
Гібридна бібліотека — це суміш традиційних друкованих матеріалів, таких як книги та журнали, а також електронних матеріалів, таких як аудіокниги, електронні журнали, електронні книги тощо. Гібридні бібліотеки є новою нормою в більшості публічних і академічних бібліотек. Схоже, термін «гібридна бібліотека» вперше ввів у 1998 році Кріс Расбрідж у статті для журналу D-Lib Magazine.
Гібридні бібліотеки розвинулися в 1990-х роках, коли бібліотекам стало легше отримувати електронні ресурси для загального користування. Спочатку ці електронні ресурси, як правило, були доступом до матеріалів, що розповсюджуються на носіях, таких як CD-ROM, або пошук у спеціалізованих базах даних. OCLC допоміг бібліотекам отримати цифрові ресурси, надавши бібліотекам-учасникам централізований технологічний ресурс. Тепер, коли цифровий вміст широко доступний, він включає Інтернет-ресурси та документи, які знаходяться в Інтернеті. Бібліотеки володіють і підписуються на різні ресурси в різних Форматах. Деякі з поширених форматів: електронні журнали, серіали, друковані монографії, CD та DVD. Основними компонентами цифрової бібліотеки є інтерфейс користувача, репозиторій, система обробки та система пошуку. Система обробки та система пошуку є основними компонентами, які мають бути розроблені з функціями сумісності для пошуку в різних сховищах, що належать різним постачальникам. Інтерфейс користувача має бути розроблений у загальний спосіб, щоб він допомагав відвідувачам бібліотек розвивати загальні знання для виконання розширеного пошуку в усіх сховищах.
Гібридні бібліотеки також є новою нормою для багатьох архівістів. Оцифровування змінило спосіб збереження архівістами історичних матеріалів. Зараз архівісти використовують цифрові технології, щоб зберегти елементи, які колись зберігалися лише такими речами, як мікрофіші. Зараз архівісти використовують такі речі, як цифрові зображення, які дають змогу дослідникам бачити історичні предмети онлайн. Поява гібридної бібліотеки поставила новий акцент на питання авторського права для багатьох бібліотек. Складні та мінливі закони про авторське право як у Сполучених Штатах, так і в Європейському Союзі поставили перед багатьма бібліотеками завдання переконатися, що їхні відвідувачі використовують цифрові елементи законно. Гібридним бібліотекам потрібен персонал, навчений допомагати відвідувачам орієнтуватися у величезній кількості інформації, доступної в епоху цифрових технологій. Бібліотекарі, які працюють у гібридних бібліотеках, проходять підготовку як з електронними носіями, так і з традиційними друкованими формами.

## Проблеми в гібридній бібліотеці
Деякі з проблем, з якими стикаються гібридні бібліотеки, це цифровий розрив, взаємодію, розвиток колекції, право власності на електронні ресурси та збереження цифрових носіїв. Будь-який прогрес в інформаційних технологіях буде корисним лише тоді, коли ви вмієте ними користуватися. Термін «цифровий розрив» використовується для опису розриву між тими, хто володіє знаннями інформаційних технологій, і тими, хто їх не знає.

### Розвиток колекції
Розвиток колекції є ще одним викликом, що стоїть перед гібридними бібліотеками. Процес управління колекцією в гібридній бібліотеці подібний до процесу традиційної бібліотеки. Гібридні бібліотеки дотримуються тих самих політик і процедур, що й у традиційному створенні бібліотечних колекцій.

### Право власності на електронні ресурси
Право власності на електронні ресурси є ще однією проблемою, з якою стикаються гібридні бібліотеки. Право власності на електронні матеріали є віртуальним, а не фізичним. Не існує чіткої політики щодо права власності на електронні матеріали після скасування або закінчення терміну дії підписки. Бібліотеки повинні звертати увагу на юридичні контракти з постачальниками баз даних. Якщо бібліотеки планують архівувати електронні ресурси, то з цим виникають юридичні моменти. Найважливішими правовими питаннями є інтелектуальна власність і автентичність цифрової інформації.

### Збереження цифрових носіїв
З будь-якою новою передовою технологією, пов'язаною зі збереженням цифрової інформації, головне питання, на яке потрібно відповісти, — це її довговічність. Цифрові носії інформації, такі як диск або стрічка, з часом псуються. Головне питання, пов'язане з цифровим збереженням, полягає в тому, що і скільки потрібно зберігати. Щоб зробити збереження цифрових носіїв економічно ефективним, необхідна стандартизація різних медіаформатів. Нижче наведено три можливі підходи.

### Збереження технологій, емуляція та міграція
При збереженні технологій зберігається як апаратне, так і програмне забезпечення, пов'язане з цифровою інформацією. Це може бути нерентабельним, оскільки зміни в апаратному забезпеченні та різні версії програмного забезпечення потрібно підтримувати або постійно оновлювати. Під час емуляції деякі програми-емулятори імітують апаратне та програмне забезпечення вихідних даних і відображаються в оригінальному форматі. Під час міграції цифрова інформація перетворюється на стандартний носій зі стандартним форматом.

## Розвиток бібліотек в Україні
Бібліотеки в Україні є однією з основних складових національної культурно-освітньої та інформаційної структури і найважливішим інструментом формування громадянського суспільства. На сучасному етапі трансформація суспільства має вирішальний вплив на бібліотеки, не тільки змінюючи всю систему бібліотечної роботи та бібліотечних матеріалів, але й вперше ставлячи під сумнів «межі» бібліотечного простору та існування традиційних бібліотек і їхніх функцій.
Для бібліотек України як суб'єктів суспільних трансформацій характерні такі основні періоди соціально-економічного розвитку:
1965—1975 рр. — посилення наукових досліджень, вивчення стандартів роботи бібліотек, спроби підтримати незалежність і запровадити наукову організацію праці;
1976—1985 рр. — уповільнення розвитку економічних складових бібліотечної діяльності, утвердження бібліотеки як ідеологічної установи;
1986—1990 рр. - реформування основних принципів суспільної організації бібліотечної діяльності, розробка фондів відкритими для громадськості та запровадити ринкові принципи управління в контексті загальної лібералізації державної політики;
1991—1994 рр. — криза, спричинена різким скороченням і нестабільністю фінансування, руйнуванням бібліотечної інфраструктури та пошуком можливостей для підтримки критично важливих бібліотечних функцій;
1995—2005 рр. — формування основних структурних елементів бібліотечних функцій у правовому полі, створення багатоканальної системи фінансування та активне впровадження нових інформаційних технологій;
2006—2012 рр. — акцент робиться на переході до інтенсивного розвитку, формуванні нового соціокультурного іміджу бібліотек, становленні бібліотек, здатних ефективно задовольняти сучасні потреби користувачів у бібліотечно-інформаційних продуктах і послугах на основі поширення інформаційних технологій, інтеграції внутрішніх і зовнішніх інформаційних ресурсів з метою сприяння інформатизації та інтелектуалізації суспільства.
Останніми роками розвиток наукових бібліотек в Україні визначається Національною програмою інформатизації, прийнятою Верховною Радою України у грудні 2022 року. Програма декларує інтеграцію бібліотечно-інформаційних ресурсів на всіх рівнях (бібліотека — місто — регіон — країна — світове співтовариство) як один з основних напрямів розвитку бібліотечної справи.
Поява гібридних бібліотек залежить більше від культурних змін, ніж від технологічного прогресу, і є цілком прийнятною еволюційною моделлю для традиційних бібліотек. Термін «гібридна бібліотека» з'явився в лексиконі бібліотечних та інформаційних фахівців протягом останніх трьох років. Він використовується для опису проміжного етапу на шляху до повного переходу до цифрових бібліотек.

## Висновок
Гібридні бібліотеки в сучасному академічному середовищі можуть надавати доступ до традиційних друкованих матеріалів (книг, журналів), а також доступ до електронних ресурсів, таких як наукові статті, електронні книги та бази даних через комп'ютери та інтернет.
Цей термін також може стосуватися бібліотек, які поєднують традиційні методи обслуговування (наприклад, книгообмін) із сучасними технологіями, такими як віртуальні каталоги, електронні ресурси та інші цифрові послуги.